# Championnat de France masculin de handball 1975-1976
Navigation
Nationale 1 1974-1975 Nationale 1 1976-1977
Le championnat de France de Nationale 1 masculin 1975-1976 est le plus haut niveau de handball en France. 
Le titre de champion de France est remporté par le Stella Sports Saint-Maur. C'est leur troisième titre de champion de France.

## Première phase
- Qualifié pour les demi-finales
- Relégation en Nationale II
- P : Promu de Nationale II en début de saison
- F : Vainqueur de la Coupe de France

### Poule A
Le classement final de la Poule A est, :
|    | Équipe                        | Pts | J  | G  | N | P  | Bp  | Bc  | Diff |
| -- | ----------------------------- | --- | -- | -- | - | -- | --- | --- | ---- |
| 1  | Stella Sports Saint-Maur      | 48  | 18 | 15 | 0 | 3  | 381 | 306 | 75   |
| 2  | ASPTT Metz                    | 46  | 18 | 13 | 2 | 3  | 402 | 299 | 103  |
| 3  | Paris UC                      | 45  | 18 | 12 | 3 | 3  | 357 | 279 | 78   |
| 4  | ASEA Toulouse                 | 37  | 18 | 8  | 3 | 7  | 361 | 359 | 2    |
| 5  | SLUC Nancy (P)                | 35  | 18 | 7  | 3 | 8  | 300 | 310 | -10  |
| 6  | US Ivry                       | 34  | 18 | 7  | 2 | 9  | 350 | 382 | -32  |
| 7  | APAS Paris                    | 32  | 18 | 7  | 0 | 11 | 354 | 372 | -18  |
| 8  | Toulouse UC                   | 31  | 18 | 6  | 1 | 11 | 301 | 323 | -22  |
| 9  | Carabiniers de Billy-Montigny | 27  | 18 | 3  | 3 | 12 | 334 | 416 | -82  |
| 10 | Laetitia Nantes (P)           | 25  | 18 | 3  | 1 | 14 | 308 | 402 | -94  |

### Poule B
Le classement final de la Poule B est,, :
|    | Équipe                           | Pts | J  | G  | N | P  | Bp  | Bc  | Diff |
| -- | -------------------------------- | --- | -- | -- | - | -- | --- | --- | ---- |
| 1  | RP Strasbourg-Meinau             | 46  | 18 | 13 | 2 | 3  | 371 | 311 | 60   |
| 2  | CSL Dijon                        | 46  | 18 | 14 | 0 | 4  | 375 | 330 | 45   |
| 3  | US Altkirch                      | 40  | 18 | 11 | 0 | 7  | 391 | 357 | 34   |
| 4  | Stade Marseillais UC (F)         | 40  | 18 | 10 | 2 | 6  | 318 | 288 | 30   |
| 5  | FC Mulhouse                      | 40  | 18 | 11 | 0 | 7  | 338 | 335 | 3    |
| 6  | USM Gagny                        | 32  | 18 | 7  | 0 | 11 | 312 | 318 | -6   |
| 7  | ASU Lyon (P)                     | 32  | 18 | 6  | 2 | 10 | 318 | 346 | -28  |
| 8  | SS Voltaire Châtenay-Malabry (P) | 31  | 18 | 6  | 1 | 11 | 336 | 345 | -9   |
| 9  | FC Sochaux                       | 28  | 18 | 5  | 0 | 13 | 318 | 380 | -62  |
| 10 | US St-Egrève (P)                 | 25  | 18 | 3  | 1 | 14 | 301 | 368 | -67  |

## Phase finale
Les résultats de la phase finale sont :
|  | Demi-finales         | Demi-finales         | Demi-finales         | Demi-finales         |                   |                   | Finale | Finale | Finale | Finale |
|  |                      |                      |                      |                      |                   |                   |        |        |        |        |
|  |                      |                      |                      |                      |                   |                   |        |        |        |        |
|  | Stella Saint-Maur    | Stella Saint-Maur    | 25                   | 24                   |                   |                   |        |        |        |        |
|  | Stella Saint-Maur    | Stella Saint-Maur    | 25                   | 24                   |                   |                   |        |        |        |        |
|  | CSL Dijon            | CSL Dijon            | 18                   | 21                   |                   |                   |        |        |        |        |
|  | CSL Dijon            | CSL Dijon            | 18                   | 21                   | Stella Saint-Maur | Stella Saint-Maur | 18     | 18     |        |        |
|  |                      |                      |                      |                      | Stella Saint-Maur | Stella Saint-Maur | 18     | 18     |        |        |
|  |                      |                      | RP Strasbourg-Meinau | RP Strasbourg-Meinau | 14                | 14                |        |        |        |        |
|  | RP Strasbourg-Meinau | RP Strasbourg-Meinau | RP Strasbourg-Meinau | RP Strasbourg-Meinau | 14                | 14                | 19     | 10     |        |        |
|  | RP Strasbourg-Meinau | RP Strasbourg-Meinau |                      |                      |                   |                   |        | 10     |        |        |
|  | ASPTT Metz           | ASPTT Metz           | 18                   | 10                   |                   |                   |        |        |        |        |
|  | ASPTT Metz           | ASPTT Metz           | 18                   | 10                   |                   |                   |        |        |        |        |

### Finale

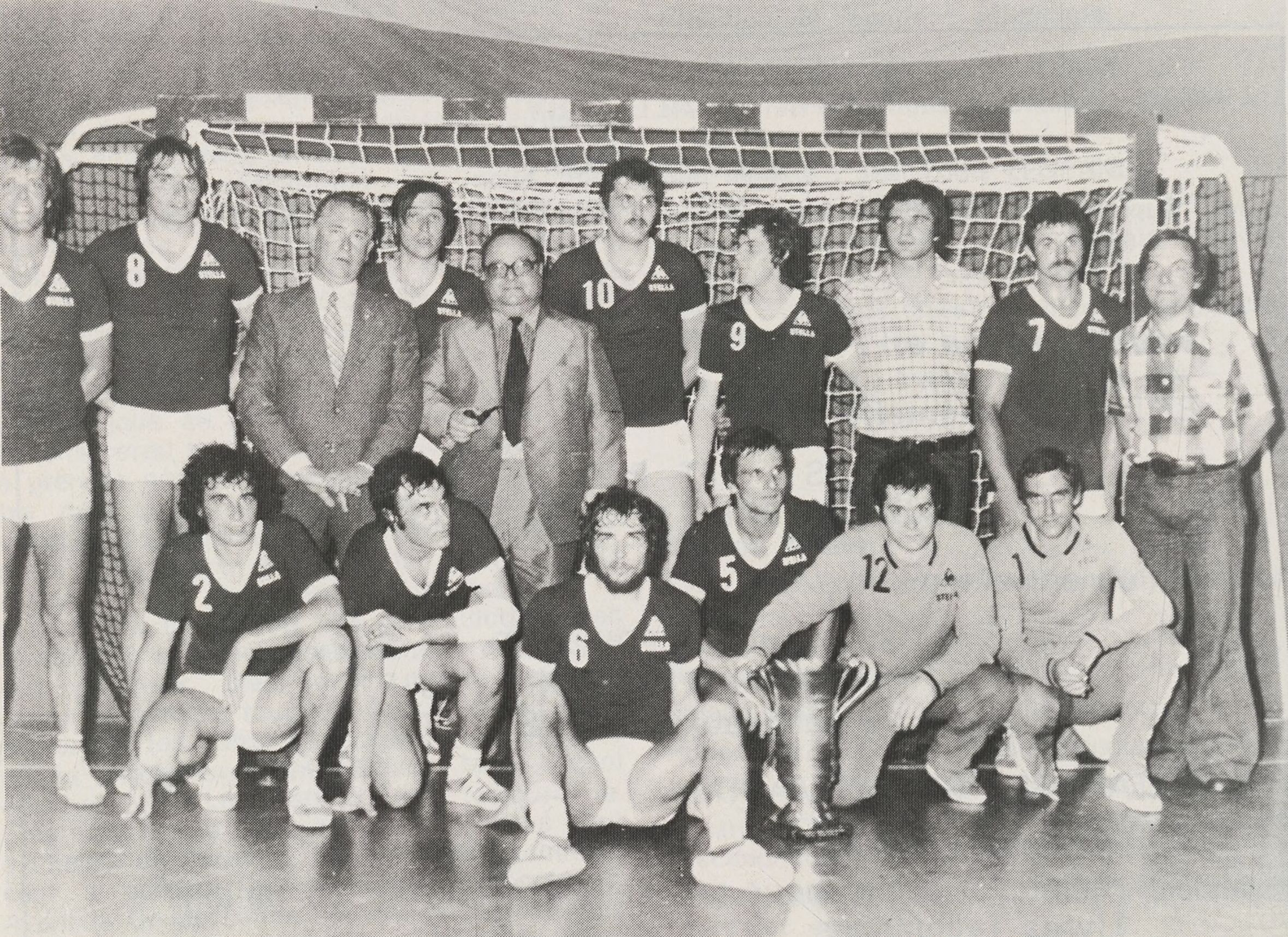
Stella Saint Maur 1975/76.

En finale, la Stella Saint-Maur succède au SMUC. après avoir battu en finale, au stade Pierre-de-Coubertin, le RP Strasbourg-Meinau par 18 à 14 :
- Stella Saint-Maur  : 
  - Gardiens de but : Jacques Perrin, Henri Vindigni,
  - Joueurs de champ : Dominique Dolique (4 buts), Alain Berger (4 dont 1 pén.), Sylvain Crépin (2), Jean-Louis Legrand (2), Alain Nicaise (2), Gérard Roussel (2), Armand Ricart (1), Bernard Virolle (1 dont 1 pén.), Christian Thiaffey Rencorel, Christian Lelarge.
  - Entraîneur : Fernand Zaeguel
- RP Strasbourg-Meinau :
  - Gardiens de but : Francis Varinot, ...
  - Joueurs de champ : Roger Gentner, Gérard Rabouil, Richard Lichte (2), Jean-Marie Kleinpeter, Robert Centanni (3), Georges Grave (3), Gérard Grave (4 dont 3 pén.), Christian Binetruy, Michel Challemel, Nhon Lam (2), Pierre Mangin.
  - Entraîneur : Maximilien Zorn de Bulach